# Пінчук Андрій Павлович
Андрі́й Па́влович Пінчу́к (26 січня 1980, Буча) — народний депутат України V, VI та VII скликань, член Партії регіонів. Проживає в місті Буча Київської області. Трудова діяльність і кар'єрне зростання проходили цілком у молодіжних структурах Партії регіонів.
Один із 148 депутатів Верховної Ради України, які підписали звернення до Сейму Республіки Польща з проханням визнати геноцидом поляків події національно-визвольної війни України 1942-1944 років. Цей крок перший Президент України Леонід Кравчук кваліфікував як національну зраду.

## Освіта
2002 р. — Академія державної податкової служби України, спеціальність — «фінанси»
2004 р. — в Національна академія державного управління при Президентові України, магістр державного управління.

## Трудова діяльність
2001–2002 рр. — завідувач молодіжного відділу Центрального апарату Київського міського відділення Партії регіонів
2002 р. — помічник-консультант народного депутата України, голова Київського відділення Всеукраїнської молодіжної громадської організації «Союз молоді регіонів України»
2004 р. — перший заступник голови Всеукраїнської молодіжної громадської організації «Союз молоді регіонів України»
2004-2005 р. — помічник Першого віце-прем'єр-міністра України, Міністра фінансів України
2005-2006 р. — помічник-консультант народного депутата України
З 2006 по 2007рік — народний депутат України, голова підкомітету з питань сім'ї, дитинства та молодіжної політики Комітету Верховної Ради України з питань сім'ї, молодіжної політики, спорту і туризму (липень-листопад 2006 року), член Комітету Верховної Ради України з питань бюджету (листопад 2006 року — листопад 2007 року)
2007 р. — президент Міжнародної молодіжної організації «Молодіжний слов'янський форум»
2009 р. — голова Всеукраїнської молодіжної громадської організації «Союз молоді регіонів України», член громадської колегії ДПА України
2010 р. — народний депутат України
2012 р. — народний депутат України. Обраний за списками Партії регіонів

## Резонансні справи
Зранку 28 квітня 2010 року, наступного дня після складання присяги народного депутата, Андрій Пінчук побив біля свого дому юнака за те, що той зробив йому і його компанії зауваження, попросивши зробити тихіше музику що лунала з автомобіля депутата. За заявою потерпілого було відкрито кримінальну справу за статтею «хуліганство». Однак, екс-міністр внутрішніх справ Юрій Луценко кваліфікував цю справу як «замах на вбивство» (за ст. 115 КК), мотивуючи тим що бійка відбувалася у стані сп'яніння групою осіб. Потерпілий спочатку зателефонував до міліції, повідомивши номери автомобіля Верховної Ради, однак правоохоронці відмовилися приїхати за викликом. Після бійки юнак потрапив до лікарні зі струсом мозку, відшаруванням сітківки ока, переламаною щелепою і відбитими внутрішніми органами.
В свою чергу, прес-служба Союзу молоді регіонів України із посиланням на самого Семенчука заявила, що заява лідера «Народної самооборони» Юрія Луценка про побиття громадянина Валентина Семенчука народним депутатом від Партії регіонів Андрієм Пінчуком не відповідає дійсності.